# 3132 Landgraf
3132 Landgraf (1940 WL) là một tiểu hành tinh vành đai chính do Liisi Oterma phát hiện tại Turku ngày 29 tháng 11 năm 1940.